# Natatolana obtusata
Natatolana obtusata är en kräftdjursart som beskrevs av Ernst Vanhöffen 1914. Natatolana obtusata ingår i släktet Natatolana och familjen Cirolanidae. Inga underarter finns listade i Catalogue of Life.